# Joaquim Juncosa
 (juillet 2023).
Si vous disposez d'ouvrages ou d'articles de référence ou si vous connaissez des sites web de qualité traitant du thème abordé ici, merci de compléter l'article en donnant les références utiles à sa vérifiabilité et en les liant à la section « Notes et références ».

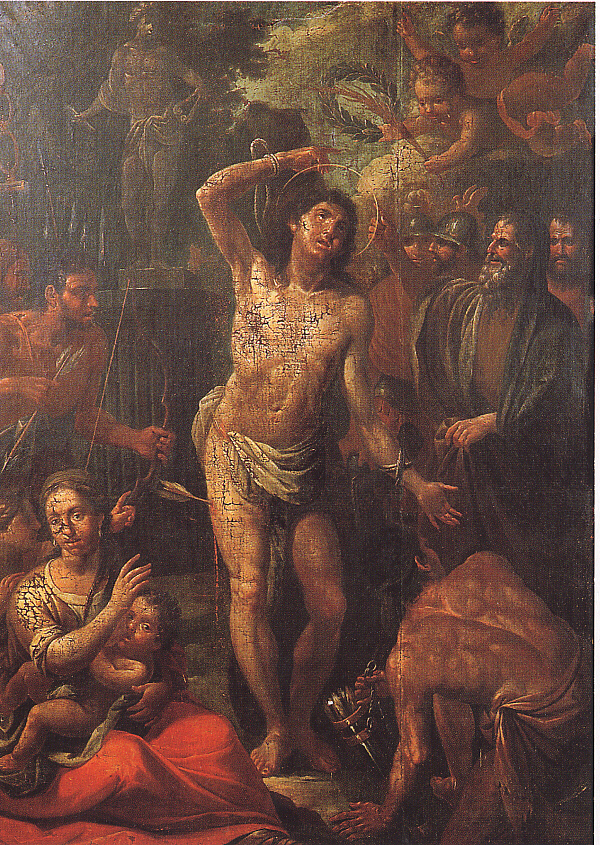
Saint Sébastien, de Joaquim Juncosa, au Musée Municipal de Reus

Joaquim Juncosa (Cornudella de Montsant, 1631 - Rome, 1708) est un peintre espagnol, frère chartreux et l'un des représentants les plus célèbres du baroque catalan.

## Biographie
Issu d'une famille d'artistes et avec une culture classique remarquable, il a commencé à peindre en réalisant les peintures de la salle capitulaire de la chartreuse de Scala Dei (près de Tarragone) et, dans sa première étape, il a travaillé sur des œuvres de nature mythologique. Il se rendit après à la chartreuse Notre-Dame de Montalegre (à Tiana, près de  Barcelone), où il a réalisé aussi une brillante série de peintures à thème religieux, parmi lesquels l'histoire de Moïse. Après une série de travaux effectuées pour les supérieurs de son ordre et fatigué des rigueurs de la vie monastique, Juncosa quitta le couvent et s'installa à Rome, où il vécut dans un ermitage près de la capitale, où il travailla jusqu'à sa mort.

## Œuvre
Très habile en dessin, ses œuvres reflètent un style baroque sobre, et certains experts y ont identifié l'influence de ses séjours à Rome et son contact avec les tendances de la peinture romaine.
Une partie de son travail a été détruite en 1936, pendant les désordres qui ont eu lieu dans les premiers mois de la guerre civile espagnole. Malgré cela, ses œuvres sont conservées dans certains des musées espagnols les plus importants, tels que la Reial Acadèmia de Belles Arts de Sant Jordi, à Barcelone, ou le Musée du Prado, à Madrid, parmi d’autres. De même, les experts lui attribuent une belle série composée de quinze peintures sur les Mystères du Rosaire qui sont conservées à la chartreuse de Valldemossa (Majorque).